# 日本の恋詩
『日本の恋詩』（にほんのこいうた）は宝塚歌劇団の舞台作品。月組公演。
形式名は「舞踊集」。15場。
1979年2月16日から3月21日まで宝塚大劇場（東京では未公演）で公演された。
併演作品は『カリブの太陽』。

## 解説
※『宝塚歌劇100年史（舞台編）』の宝塚大劇場公演のページを参照
日本の恋愛歌を題材とした日本物のショー作品。王朝の歌合せ、柳の枝に飛びつこうとする青蛙と詩人、赤い金魚を巡る河童と青蛙の争いの行司役を買って出る傘の怪、恋人を想う遊女、祭りを楽しむ若者たち、雪の広野に舞う雄鶴と雌鶴等を取り上げ、歌舞伎を題材にしていない。
榛名由梨は遊女役を演じる。
花柳芳次郎が十年ぶりに振付を担当した。

## スタッフ
- 作・演出：菅沼潤[1]
- 作曲・編曲：吉崎憲治[2]
- 編曲[2]：中井光晴、橋本和明
- 音楽指揮：橋本和明[2]
- 振付：花柳芳次郎[2]
- 装置[2]：大橋泰弘、関谷敏昭
- 衣装[2]：任田幾英、中川菊枝
- 照明：沢田祐二[3]
- 音響：松永浩志[3]
- 小道具：上田特市[3]
- 効果：坂上勲[3]
- 合唱指導：十時一夫[3]
- 演出助手[3]：三木章雄、村上信夫
- 制作：武井泰治[3]
- 録音演奏：望月太明蔵[3]